# Boetersmühle

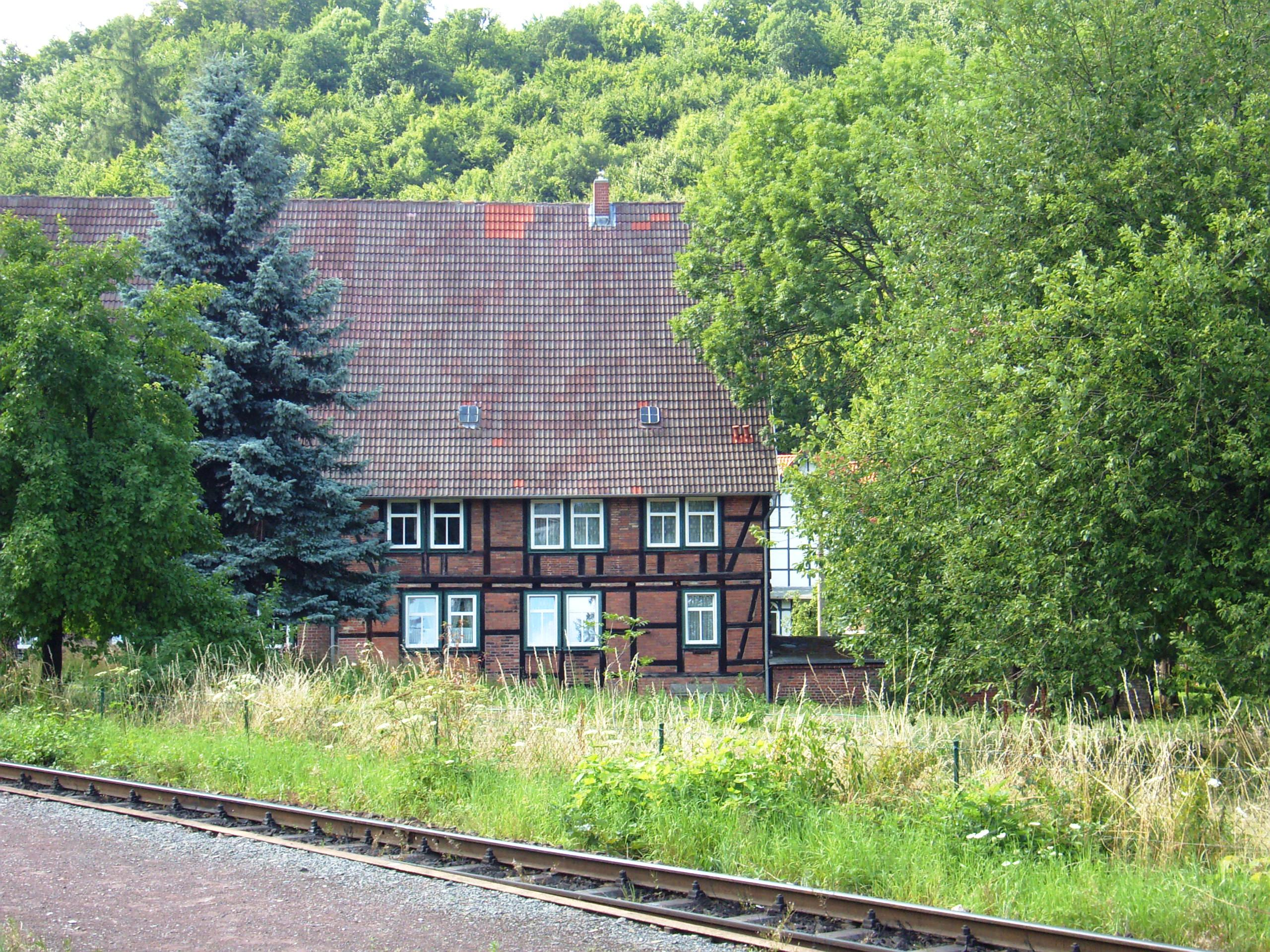
Die Boetersmühle vom Bahnsteig Hasserode aus gesehen

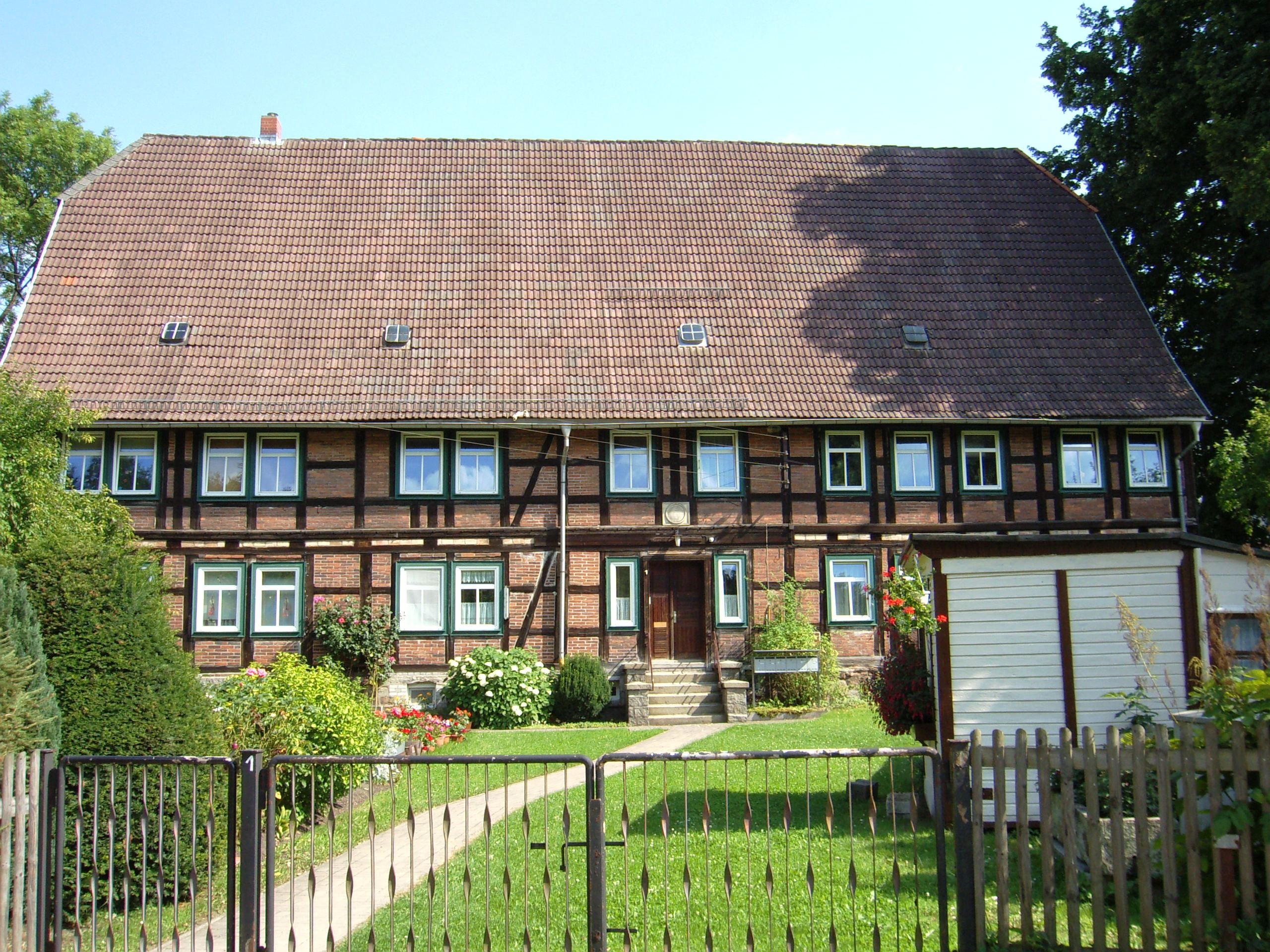
Die Boetersmühle, Eingangsseite in der Amtsgasse

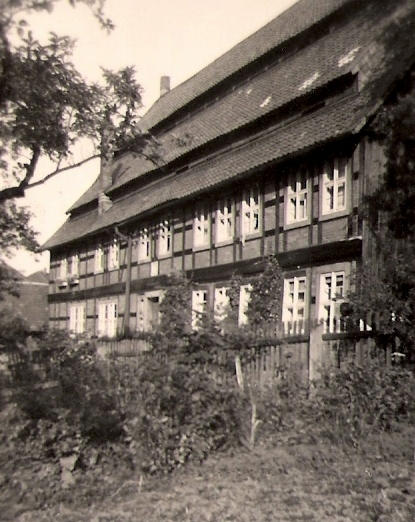
1955 waren die Lüftungsluken noch vorhanden

Das heute als Wohnhaus genutzte Gebäude in der Amtsgasse 1 im Ortsteil Hasserode der Stadt Wernigerode am Harz war ursprünglich eine Papiermühle. Der Volksmund nennt sie nach ihren Erbauern Boetersmühle. Das Gebäude steht unter Denkmalschutz.

## Geschichte

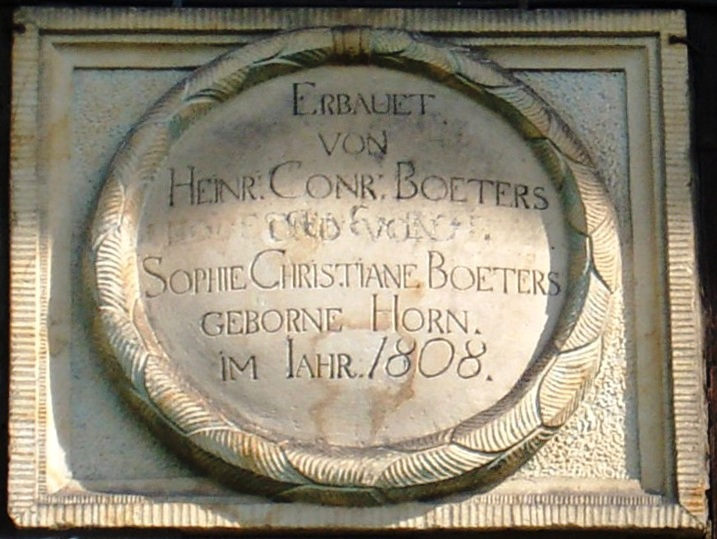
Steinerne Tafel über dem Eingang

Eine steinerne Tafel über dem Eingang in der Amtsgasse 1 nennt die Erbauer: ERBAUET VON HEINR. CONR. BOETERS UND VON SOPHIE CHRISTIANE BOETERS GEBORNE HORN. IM JAHR 1808.
Die erste Papiermühle an dieser Stelle wurde 1685 von Hans Hennig Grobe erbaut. Ihm folgte als Eigentümer Johann Caspar Ludewig, der die Papiermühle 1723 an Johann Michael Räuper und dieser 1743 an Johann Heinrich Märtens verkaufte. Nach dessen Tod 1783 übernahm sein Sohn Conrad die Mühle. Conrad Märtens ging in den Konkurs. Am 31. Januar 1805 wurde die Papiermühle zwangsweise versteigert. Heinrich Conrad Boeters, der Erbauer des heutigen Gebäudes, erhielt für 5.275 Reichstaler den Zuschlag.
Die Mühle trug verschiedene Bezeichnungen: Mühle hinter der Burg, Mühle bei dem Amtshause oder Blaufarben Papiermühle. Diese Namen beschreiben ihre Lage zwischen der ehemaligen Burg Hasserode – das Amt residierte in der Burg – und dem Blaufarbenwerk. Das im letzteren produzierte Kobaltblau wurde auch zum Färben von Papier und den "blauen Aktendeckeln" verwendet. Unter den Papiermachern des 18. Jahrhunderts hieß sie einfach die Neue Mühle.
Heinrich Conrad Boeters hatte keine Kinder. So ging die Mühle an seinen jüngeren Bruder Heinrich Christoph Ernst. Dessen Ehefrau brachte neun Kinder zur Welt. Der Älteste studierte Theologie, diente dem Grafen Henrich zu Stolberg-Wernigerode einige Jahre als Hofkaplan und betreute von 1847 bis 1860 als zweiter Pfarrer die Gemeinde St. Sylvestri in Wernigerode. Der zweite Sohn, Konrad Eduard Friederich, übernahm nach dem Tod seines Vaters am 15. Oktober 1834 19-jährig die Mühle. Anfangs betrieb er sie noch mit Erfolg, dann aber mit zunehmenden Schwierigkeiten. Die Zeit des handgeschöpften und aus Lumpen hergestellten Papiers war vorbei.
Die neue Technik, Papier aus Holzfasern und maschinell als endloses Band zu erzeugen, erforderte größeren Kapitaleinsatz, den Eduard, wie auch die meisten anderen Papiermüller nicht aufbringen konnte oder mochte. Sein Sohn Ernst Boeters verkaufte schließlich 1917 das ganze Anwesen an Ferdinand Karnatzky, der 1916 auf dem benachbarten Gelände der ehemaligen Burgmühle eine Schokoladenfabrik errichtete. Die Mühle war nun Wohnstätte für Arbeiter und Werkstatt zur Herstellung von Versandkisten für Schokolade. Als nach dem Zweiten Weltkrieg Wohnraum knapp war, wurden auch im Werkstattteil der Mühle Wohnungen eingerichtet. Einer Renovierung vor der Wende 1989 fiel das ursprüngliche Dach mit den Lüftungsklappen zum Opfer.